# Підземна газифікація корисних копалин

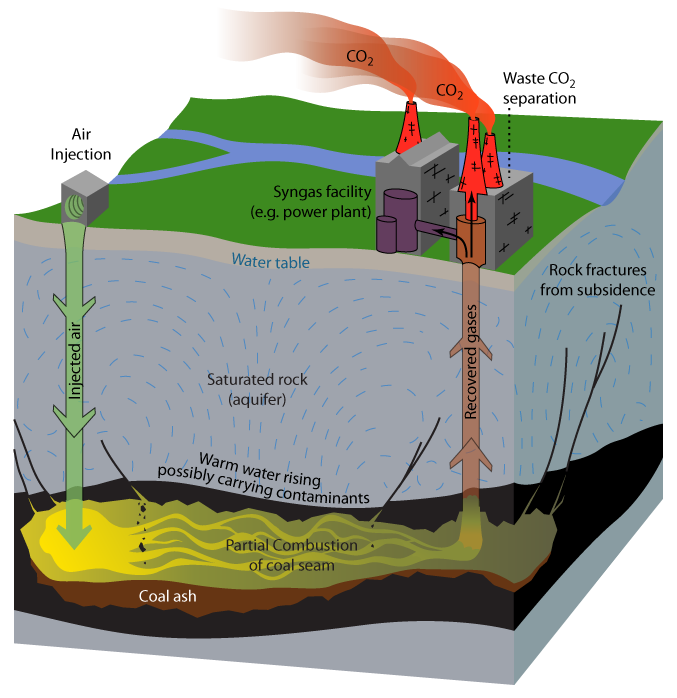
Підземна газифікація вугілля.

Підземна газифікація корисних копалин (рос. подземная газификация полезных ископаемых; англ. in-situ gasification of mineral resources,  underground gasification of mineral resources; нім. Untertagevergasung f der nutzbaren Mineralien) — спосіб розробки родовищ корисних копалин (вугілля, сланців, сірки і інших копалин, що містять горючі компоненти), оснований на фізико-хімічних перетвореннях корисних копалин у газоподібні і рідкі продукти за допомогою повітря, водяної пари, кисню або їх сумішей при високій температурірі.

## Загальна характеристика
Підземна газифікація корисних копалин — складний комплексний процес, що включає прогрівання покладу, видалення вологи і легко летких компонентів, переведення в рідку фазу легкоплавких компонентів, процеси гетерогенного і гомогенного горіння, фільтрації газів, взаємодії компонентів газової фази, механічного розтріскування і обвалення порід внаслідок температурного впливу, конденсацію летких речовин і ін. Найважливіша ознака всіх способів підземної газифікації корисних копалин — їх автотермічність, що дозволяє підтримувати процес без підведення тепла ззовні, за рахунок екзотермічних реакцій частини горючих компонентів покладу з киснем дуття. Основним продуктом підземної газифікації вугілля є горючий газ; сланців і бітумів — горючий газ, рідке паливо, смоли, масла, феноли та інші продукти; сірки — сірчистий ангідрид, рідка і пароподібна сірка. За способом розкриття і підготовки покладу до підземної газифікації корисних копалин розрізнюють шахтні, свердловинні і комбіновані схеми.

## Підземна газифікація вугілля і сірки
Найпоширеніша підземна газифікація вугілля. Українськими вченими (НГАУ, м. Дніпропетровськ) на базі свердловинної підземної газифікації вугільних пластів, вільнопоршневих агрегатів та систем акумулювання теплової енергії розроблена перспективна когенераційна система виробництва енергоносіїв (див. система виробництва енергоносіїв когенераційна). Перспективним вважається розвиток підземної газифікації сірки (рис. 1-4), зокрема в Україні. В ряді гірничих шкіл перспективними вважають роботи по розвитку і сучасній реалізації ідеї підземної газифікації вугілля (рис. 5).

## Переваги і недоліки методу підземної газифікації
Основні переваги підземної газифікації корисних копалин — низькі витрати на розкриття покладів, низькі енерговитрати внаслідок автотермічності процесів газифікації, збереження родючого шару ґрунту, екочистота.
Недоліки: складність управління процесом горіння, можливість витоку газу через тріщини в покрівлі покладу, необхідність високої природної або штучної проникності покладу. Можливість реалізації способів практично не залежить від глибини залягання корисних копалин, тому актуальність їх розвитку зростає по мірі вичерпання запасів, доступних для традиційних методів.